# Fédération nationale des établissements d'hospitalisation à domicile
 (janvier 2012).
Pour les articles homonymes, voir FHF.
La Fédération nationale des établissements d'hospitalisation à domicile (FNEHAD) est l'une des cinq fédérations hospitalières françaises aux côtés de la Fédération hospitalière de France (FHF), la Fédération de l'hospitalisation privée (FHP), la Fédération des établissements hospitaliers et d'aide à la personne privés non lucratifs (FEHAP) et Unicancer. Créée en 1973, elle regroupe 260 établissements d'hospitalisation à domicile publics et privés en 2023, représentant 90 % de l'activité HAD du territoire métropolitain et d'outre-mer.
Les établissements d'HAD sont des établissements de santé. Ils sont à ce titre certifiés et accrédités, ce qui garantit une norme qualité de prise en charge aux patients. L'ensemble des établissements d'HAD sont signataires de la charte de l'HAD établie par la FNEHAD.

## Engagement

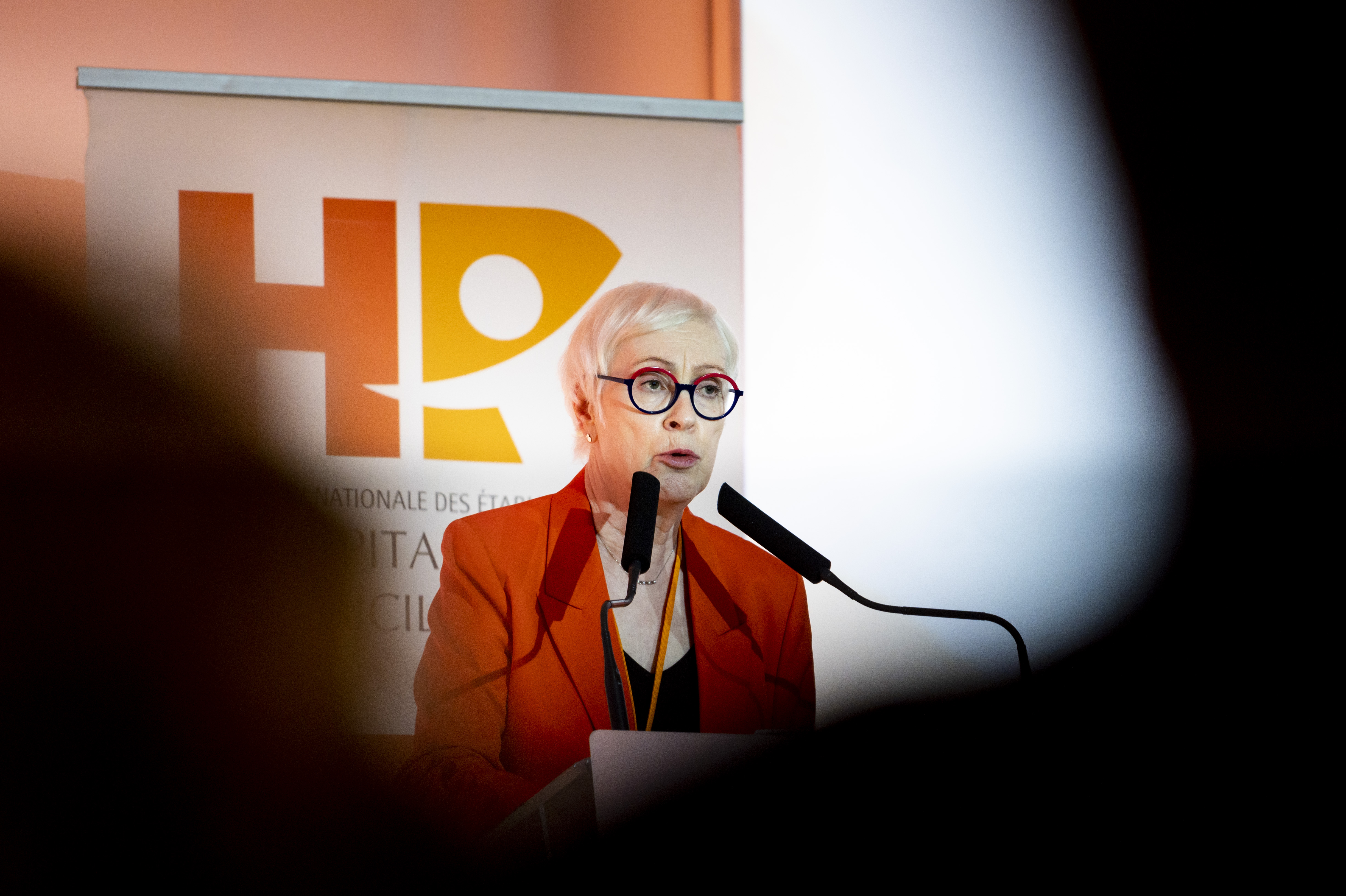
Dr Élisabeth Hubert, présidente de la FNEHAD, lors des Universités d'hiver de la FNEHAD

La mission de la FNEHAD est la promotion de l'hospitalisation à domicile en France. Pour ce faire, la FNEHAD aide les établissements d'HAD à se développer et apporte à ses adhérents et aux organismes désireux de créer de nouveaux services un soutien méthodologique, juridique et technique. Elle propose une offre de formation continue. Enfin, la FNEHAD apporte son concours aux pouvoirs publics dans la construction de la politique hospitalière. Elle est en outre associée à la rédaction de l'ensemble des textes qui touche l'hospitalisation à domicile.
La FNEHAD est administrée par un conseil d'administration présidé depuis juin 2006 par le Dr Élisabeth Hubert, ancienne ministre de la santé et de l'assurance maladie. Elle a succédé au Dr Pierre-Jean Cousteix.

## Principes de l’hospitalisation à domicile

### Qualité
Comme les hôpitaux et les cliniques, les établissements d’Hospitalisation à domicile (HAD) sont des établissements de santé, soumis aux mêmes exigences de qualité et de sécurité. À la fin de leur prise en charge, 55 % des patients en HAD restent chez eux. Chaque année, ce sont près de 110 000 personnes qui font le choix d’une hospitalisation à domicile.

### Accessibilité
Quels que soient l'âge et les ressources financières du patient, il peut bénéficier d’une hospitalisation à domicile sans avance de frais puisque 100 % des soins sont pris en charge par l’Assurance maladie et votre complémentaire santé, comme lorsqu'il est à l’hôpital ou en clinique.

### Proximité
Être hospitalisé à domicile, c’est bénéficier de soins dans un cadre familier auprès de ses proches. Le médecin traitant reste l'interlocuteur privilégié tout au long de l'hospitalisation. Pour assurer cette prise en charge, plus de 300 établissements sont présents dans toute la France.

## Organisation

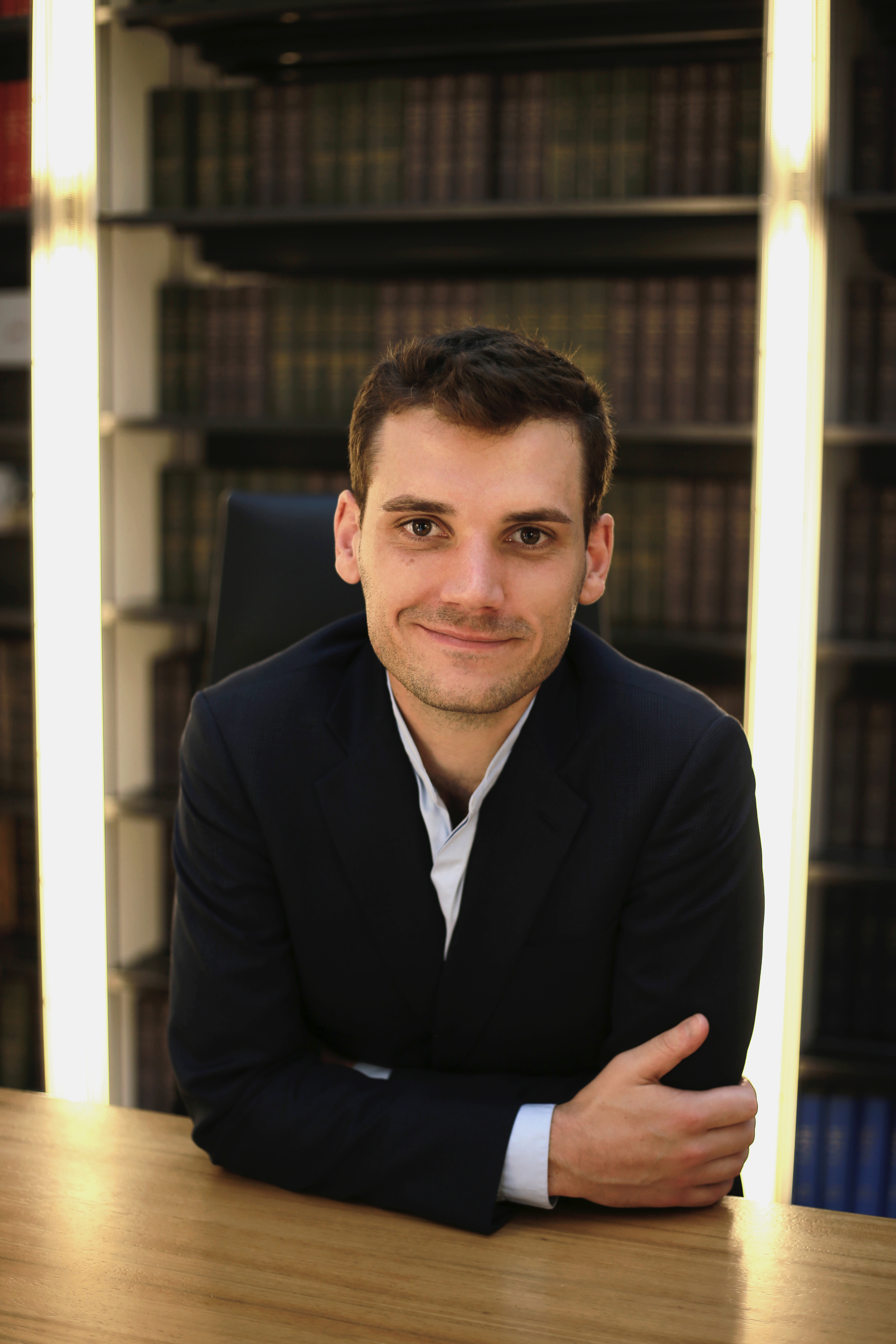
Mathurin Laurin, délégué national de la FNEHAD

Son organisation repose sur une délégation nationale installée à Paris et sur quatre commission permanentes : commission économique, commission ressources humaines, commission juridique et commission internationale.
Le Délégué national de la FNEHAD est chargé de conduire la politique et mettre en œuvre la stratégie de la fédération. Il dirige la délégation nationale et appuie son action sur 15 délégués régionaux et de 27 délégués régionaux adjoints, interlocuteurs privilégiés sur les sujets de l’HAD auprès des directeurs généraux des agences régionales de santé.

## L'HAD en quelques dates

### 1945
Expérience américaine du « Home Care » par le Dr Bluestone de l’hôpital Montefiore de New-York

### 1950
Début d’une réflexion en France autour de la possibilité de soigner les patients à domicile, en particulier ceux atteints de cancer

### 1957
Création du premier établissement d’Hospitalisation à Domicile au sein de l’Assistance Publique – Hôpitaux de Paris – AP-HP

### 1970
reconnaissance légale de l’HAD par Loi hospitalière du 30 décembre 1970

### 1973
Création de la FNEHAD

### 1991
Loi du 31 juillet 1991 portant Réforme Hospitalière reconnaissant l’Hospitalisation A Domicile comme une alternative à part entière à l’hospitalisation traditionnelle

### 2006
Circulaire 1er décembre 2006 rappelant le caractère polyvalent et généraliste de l’HAD. Elle reprécise également les modalités des autorisations, les obligations et le rôle des acteurs de l’HAD. Cette circulaire évoque le nécessaire développement d’une telle offre de soins

### 2007
Décret du 22 février 2007  autorisant les établissements d’HAD à prendre en charge des patients en établissement d’hébergement des personnes âgées médicalisées ou non (EHPAD et EHPA)

### 2009
Loi « Hôpital Patients Santé Territoire » reconnaissant l’HAD comme un mode d’hospitalisation à part entière et garantissant la protection de l’appellation « hospitalisation à domicile »

### 2012
Septembre 2012 : Décrets ouvrant le champ d’intervention de l’HAD à l’ensemble des établissements sociaux et médico-sociaux avec hébergement

### 2013
Circulaire du 4 décembre 2013 relative au positionnement et au développement de l’hospitalisation à domicile (HAD)